# Bertil Nyström (Ringer)
Bertil Alexis Nyström (* 22. Mai 1935 in Gråmanstorp, Schonen) ist ein ehemaliger schwedischer Ringer und Gewinner der Bronzemedaille bei den Olympischen Spielen 1964 in Tokio sowie Vize-Weltmeister 1961 im griech.-röm. Stil im Weltergewicht.

## Werdegang
Bertil Nyström stammt aus Klippan und war einer der ersten Ringer aus dieser Stadt, der beim dortigen „Brottning Klub“ (Ringerclub) in die schwedische und in die Weltspitze vordrang. Dieser Ringerclub entwickelte sich zu Beginn der 1960er Jahre praktisch aus dem Nichts zu einem der führenden schwedischen Ringervereine. Bertil konzentrierte sich ausschließlich auf den griech.-röm. Stil und wurde 1953 schwedischer Juniorenmeister im griech.-röm. Stil im Leichtgewicht. Den ersten schwedischen Meistertitel bei den Senioren gewann er im Jahre 1957 im Weltergewicht. Er besiegte bei dieser Meisterschaft auch den Olympiasieger Gustav Freij, der freilich schon in die Jahre gekommen war.
Sein Debüt bei den internationalen Meisterschaften gab Bertil bei der Weltmeisterschaft 1958 in Budapest. Im Weltergewicht startend, musste er dabei noch Lehrgeld bezahlen und schied nach Niederlagen gegen allerdings zwei sehr starke Ringer, Kazim Ayvaz aus der Türkei und Stevan Horvat aus Jugoslawien, schon nach der zweiten Runde aus und belegte den 15. Platz.
Bei den Olympischen Spielen 1960 in Rom kam er zwar zu einem Sieg und einem Unentschieden gegen schwächere Ringer, verlor aber dann gegen Matti Laakso aus Finnland und den späteren Olympiasieger Mithat Bayrak aus der Türkei und landete auf dem 11. Platz.
Im Jahre 1962 wurde Bertil bei der Weltmeisterschaft nicht eingesetzt. 1963 war er in Helsingborg aber wieder dabei und gewann mit vier Siegen und Niederlagen gegen Rudolf Vesper aus Rostock und Anatoli Kolessow aus der UdSSR die Bronzemedaille.
Zum Höhepunkt der Laufbahn von Bertil Nyström wurden die Olympischen Spiele 1964 in Tokio. Er brachte dort das Kunststück fertig, in sieben Kämpfen ungeschlagen zu bleiben und doch nur drei Kämpfe zu gewinnen. Viermal rang er Unentschieden, womit er die Bronzemedaille gewann.
In den Jahren 1965 bis 1968 startete Bertil noch viermal bei internationalen Meisterschaften. Seine besten Ergebnisse waren dabei zwei vierte Plätze bei den Europameisterschaften 1966 in Essen und 1968 in Västerås.
Bertil bestritt auch, wie damals üblich, eine ganze Reihe von Länderkämpfen. Er erzielte dabei manch respektables Ergebnis.
Bertil Nyström war ein Ringer, der taktisch sehr gewieft war, das zeigen seine vielen Unentschieden in den Kämpfen, die er bestritt. Er war in der Lage gegen Ringer, die an sich stärker waren als er, durch sein taktisch kluges Ringen immer noch ein Unentschieden herauszuholen.

## Internationale Erfolge
(OS = Olympische Spiele, WM = Weltmeisterschaft, EM = Europameisterschaft, GR = griech.-röm. Stil, We = Weltergewicht, bis 1961 bis 73 kg Körpergewicht, danach bis 78 kg Körpergewicht, Mi = Mittelgewicht, bis 1961 bis 79 kg Körpergewicht, danach bis 87 kg Körpergewicht)
- 1958, 15. Platz, WM in Budapest, GR, We, nach Niederlagen gegen Kazim Ayvaz, Türkei und Stevan Horvat, Jugoslawien;
- 1960, 1. Platz, Turnier in Klippan, GR, Mi, vor Bolesław Dubicki, Polen und Hans Antonsson, Schweden;
- 1960, 11. Platz, OS in Rom, GR, We, mit einem Sieg über Albertus Rosbag, Niederlande, einem Unentschieden gegen Aly, Ägypten und Niederlagen gegen Mithat Bayrak, Türkei und Matti Laakso, Finnland;
- 1961, 2. Platz, WM in Yokohama, GR, Mi, mit Siegen über Sadao Kazama, Japan, Bolesław Dubicki und Yavuz Selekman, Türkei und einer Niederlage gegen Wassili Zenin, UdSSR;
- 1963, 3. Platz, WM in Helsingborg, GR, We, mit Siegen über Farhettin Cankaya, Türkei, Helmut Längle, Österreich, Dennis Fitzgerald, USA und Antal Rizmayer, Ungarn und Niederlagen gegen Rudolf Vesper, DDR und Anatoli Kolessow, UdSSR;
- 1963, 2. Platz, "Werner-Seelenbinder"-Turnier in Leipzig, GR, We, hinter Rudolf Vesper, DDR, vor Alexejew, UdSSR;
- 1964, 1. Platz, Turnier in Klippan, GR, We, vor Bolesław Dubicki, Harald Barlie, Norwegen und Werner Hoppe, BRD;
- 1964, Bronzemedaille, OS in Tokio, GR, We, mit Siegen über Rudolf Vesper, Sadao Kazama und Russell Camilleri, USA und Unentschieden gegen Mithat Bayrak, Kiril Petkow, Bulgarien, Bolesław Dubicki und Anatoli Kolessow;
- 1965, 2. Platz, Turnier in Klippan, GR, Mi, hinter Hans Antonsson und vor Wladimir Smolinski, Polen, Siegfried Neufang, DDR und Georg Hamann, BRD;
- 1966, 1. Platz, Turnier in Klippan, GR, Mi, vor Branislav Simić, Jugoslawien und Harald Barlie;
- 1966, 4. Platz, EM in Essen, GR, We, mit Siegen über Milan Nenadić, Jugoslawien und Antal Rizmayer, einem Unentschieden gegen Ali Kazan, Türkei und einer Niederlage gegen Wladimir Iwlew, UdSSR;
- 1966, 5. Platz, WM in Toledo/USA, GR, We, mit einem Sieg über D. Jordan, Südafrika und Unentschieden gegen Franz Berger, Österreich, Harald Barlie und Peter Nettekoven, BRD;
- 1967, 1. Platz, Turnier in Klippan, GR, Mi, vor Bak, Polen und Olsson, Schweden;
- 1968, 2. Platz, Turnier in Zella-Mehlis, GR, Mi, hinter Lothar Metz, DDR und vor Petar Krumow, Bulgarien;
- 1968, 4. Platz, EM in Västerås, GR, Mi, mit Siegen über Joaquin Miset, Spanien und Werner Hoppe und Unentschieden gegen László Sillai, Ungarn, Lothar Metz und Jiří Kormaník, Tschechoslowakei;
- 1968, 15. Platz, OS in Mexiko-Stadt, GR, Mi, nach Niederlagen gegen Teuvo Ojala, Finnland und Kenjiro Hirashi, Japan

## Länderkämpfe
- 1955, UdSSR gegen Schweden, GR, We, Punktniederlage gegen Chatvorjan,
- 1956, Schweden gegen Finnland, GR, We, Punktsieg über Veikko Rantanen,
- 1956, Schweden gegen UdSSR, GR, We, Punktniederlage gegen V. Jakowljew,
- 1957, Ungarn gegen Schweden, GR, We, Punktniederlage gegen Gyula Tarr,
- 1957, Rumänien gegen Schweden, GR, We, Schulterniederlage gegen Valeriu Bularca,
- 1958, Schweden gegen UdSSR, GR, We, Unentschieden gegen Grigori Gamarnik,
- 1960, Schweden gegen Jugoslawien, GR, We, Unentschieden gegen Stevan Horvat,
- 1960, Rumänien gegen Schweden, GR, We, Unentschieden gegen Valeriu Bularca,
- 1960, DDR gegen Schweden, GR, We, Punktniederlage gegen Siegfried Schäfer,
- 1960, Schweden gegen Finnland, GR, We, Unentschieden gegen Matti Laakso,
- 1960, Schweden gegen Finnland, GR, We, Unentschieden gegen Olavi Niemi,
- 1962, Rumänien gegen Schweden, GR, Mi, Unentschieden gegen Ion Ţăranu,
- 1963, Schweden gegen BRD, GR, We, Unentschieden gegen Peter Nettekoven,
- 1964, Finnland gegen Schweden, GR, We, Unentschieden gegen Matti Laakso,
- 1964, Finnland gegen Schweden, GR, We, Unentschieden gegen Olavi Niemi,
- 1964, Schweden gegen Finnland, GR, Mi, Punktsieg über Ikola,
- 1964, Schweden gegen Finnland, GR, Mi, Punktsieg über Määntteri,
- 1966, Schweden gegen Finnland, GR, Mi, Unentschieden gegen Olavi Niemi,
- 1966, Schweden gegen Finnland, GR, Mi, Punktsieg über Olavi Niemi

## Schwedische Meisterschaften
- 1955, 3. Platz, GR, We, hinter Per Berlin u. L. Mansson,
- 1957, 1. Platz, GR, We, vor Bengt-Inge Johansson u. Gustav Freij,
- 1958, 1. Platz, GR, We, vor Per Berlin u. K. Karlsson,
- 1960, 2. Platz, GR, We, hinter Sture Söderkvist u. vor Arnold Larsson,
- 1962, 2. Platz, GR, We, hinter Leopold Israelsson u. vor K. Karlsson,
- 1964, 1. Platz, GR, We, vor Bengt Fridh u. Kurt Elmgren